# Christoph Franke
Christoph Franke (* 20. Dezember 1944 in Mülsen St. Jacob) ist ein ehemaliger deutscher Fußballspieler und -trainer.

## Sportliche Laufbahn

### BSG- und Clubstationen
Seine Fußballkarriere begann er als 13-Jähriger bei der BSG Aktivist "Martin Hoop" Mülsen, der Sportgemeinschaft seines Heimatortes. 1959 wechselte er zur Nachwuchsabteilung der BSG Motor Zwickau und wurde dort zum Juniorennationalspieler.
Zum Saisonbeginn 1963/64 übernahm der SC Leipzig den talentierten Verteidiger in seinen  Oberligakader. Er kam zunächst aber nur in der SCL-Reserveelf zum Einsatz. Mit diesem Team gewann er in diesem Spieljahr den fuwo-Wanderpokal für Reservemannschaften. Am 28. März 1965 debütierte Franke in der höchsten Spielklasse des DDR-Fußballs. In der Begegnung des 14. Spieltages der Saison 1964/65 zwischen dem SCL und dem SC Aufbau Magdeburg (6:2) stand er als zentraler Abwehrspieler auf dem Feld und wurde auch danach regelmäßig auf dieser Position eingesetzt, sodass er am Saisonende bereits auf neun Oberligaeinsätze verweisen konnte. Franke blieb bis 1969 in Leipzig und wurde nach der im Januar 1966 erfolgten Ausgliederung der Fußballabteilung aus dem SC Leipzig auch vom neu gegründeten 1. FC Lokomotive Leipzig übernommen. Den Durchbruch zum Stammspieler schaffte er allerdings erst in der Saison 1967/68, als er alle 26 Oberligapunktspiele bestritt. Während seiner Leipziger Zeit erwarb er auch an der dortigen Sporthochschule DHfK sein Diplom als Sportlehrer.
Im Sommer 1969 wechselte er nach 72 Erstligapartien für die Messestädter zum Oberligisten FC Karl-Marx-Stadt und wurde dort ebenfalls in der Verteidigung sofort zum Stammspieler. Am Ende der Saison stieg der FCK allerdings in die DDR-Liga ab, sodass Franke für ein Jahr bis zum sofortigen Wiederaufstieg in der Zweitklassigkeit spielen musste. In der DDR-Liga kam er elfmal zum Einsatz. Nach dem Wiederaufstieg spielte der Diplomsportlehrer noch weitere sechs Jahre für den FCK in der Oberliga. In seiner letzten Saison 1977/78 bestritt er nur noch die Begegnung des 1. Spieltages FCK gegen FC Vorwärts Frankfurt/Oder (3:1), in der er noch einmal als Verteidiger aufgeboten wurde. Anschließend gehörte Franke noch für drei Spieljahre zum Aufgebot des DDR-Ligisten BSG Motor "Fritz Heckert" Karl-Marx-Stadt.
Als aktiver Spieler absolvierte er insgesamt 224 DDR-Oberligapartien, in denen die Defensivkraft 23 Tore erzielte. Im Europapokal spielte er neun Begegnungen.

### Auswahleinsätze
Seine vier Juniorenländerspiele absolvierte er in den Jahren 1962 und 1963. Des Weiteren wurde Christoph Franke zwischen 1965 und 1968 viermal in der DDR-Nachwuchsauswahl eingesetzt. In seinem einzigen Treffen mit der B-Nationalelf im Oktober 1968 gegen Polen gelang dem Verteidiger der 1:0-Siegtreffer.

## Trainerlaufbahn
Unmittelbar nach dem Ende seiner aktiven Karriere begann Christoph Franke als Nachwuchstrainer beim FC Karl-Marx-Stadt zu arbeiten. Von 1983 bis 1986 war er für die Juniorenoberligamannschaft des FCK verantwortlich, die er 1986 zur DDR-Meisterschaft führte. 1988 wurde er unter Hans Meyer Assistenztrainer der DDR-Oberligamannschaft. Erst 1996 erhielt er nach der Entlassung von Reinhard Häfner seinen ersten Posten als Cheftrainer beim Chemnitzer FC und stieg kurze Zeit später mit der Mannschaft aus der 2. Bundesliga ab, schaffte jedoch 1999 den Wiederaufstieg. Am 7. September 2000 trennte sich der Verein aufgrund anhaltender Misserfolge von ihm. Während Frankes Trainertätigkeit entwickelte sich unter anderem auch Michael Ballack vom talentierten Nachwuchsspieler zum Fußballprofi in der 2. Bundesliga.
Im Jahr 2001 bekam Franke ein Trainerangebot des Traditionsvereins Dynamo Dresden, bei dem er am 1. Juli 2001 seine Arbeit aufnahm. Mit Dynamo Dresden schaffte er ab 2001 zwei Aufstiege in drei Jahren (von der Oberliga in die 2. Bundesliga) und 2005 den Klassenerhalt und 8. Platz in der zweithöchsten deutschen Spielklasse. In der Saison 2005/2006 überstand er trotz wiederholter Misserfolge ein Ultimatum um seine Entlassung, als sein Verein Dynamo Dresden neun Spiele hintereinander nicht gewinnen konnte. Massive Fanproteste gegen seine Entlassung, die in ihren Ausmaßen bisher in Deutschland einmalig waren, sicherten Christoph Franke seinen Arbeitsplatz als Trainer in Dresden. Nach zwölf Spielen ohne Sieg wurde er am 15. Dezember 2005 dann aber doch von seinem Amt entbunden. Er ist noch immer der Dynamo-Dresden-Trainer mit der längsten Amtszeit nach der Wende und nach 1990 der einzige Coach mit einer Amtszeit von mehr als vier Jahren.
Nachdem er im März 2008 sogar als Nachfolger von Eduard Geyer noch einmal bei Dynamo Dresden gehandelt wurde, trat er am 21. April 2008 den Posten als Cheftrainer beim Chemnitzer FC an und löste damit Tino Vogel ab. Bis zum Ende der Saison schaffte Franke den Aufstieg in die Regionalliga sowie den Gewinn des Sachsenpokals. Anschließend wurde er jedoch von Gerd Schädlich abgelöst.